# سیارک ۵۶۷

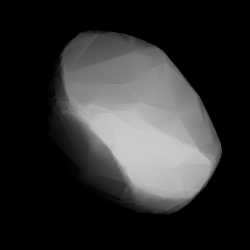
مدل سه‌بُعدی سیارک ۵۶۷ بر طبق منحنی نور آن

سیارک ۵۶۷ (به انگلیسی: 567 Eleutheria، نامگذاری:1905QP) پانصد و شصت و هفتمین سیارک کشف شده‌است که در ۲۸ مه ۱۹۰۵ و در هایدلبرگ کشف شد.
قدر مطلق سیارک برابر ۹٫۱۶ است.